# Univerzita v Surrey
Univerzita v Surrey (ang. University of Surrey) je anglická vysoká škola ve městě Guildford, založena v roce 1891 jako Battersea Polytechnic Institute.
Hlavní kampus univerzity je na Stag Hill, u centra Guildfordu a nedaleké katedrály. Druhý kampus, Manor Park, se nachází v těsné blízkosti a byl rozšířen o nové obytné prostory, akademické budovy a sportovní zařízení.
V roce 2013 se univerzita poprvé probojovala v žebříčku do elitní desítky, když se v průvodci univerzitami od deníku Guardian umístila na celkovém 8. místě ve Spojeném království. Chloubou univerzity je i nově postavené sportovní centrum Surrey Sports Park, kde se připravovali sportovci pro Olympijské hry 2012 v Londýně.

## Historie

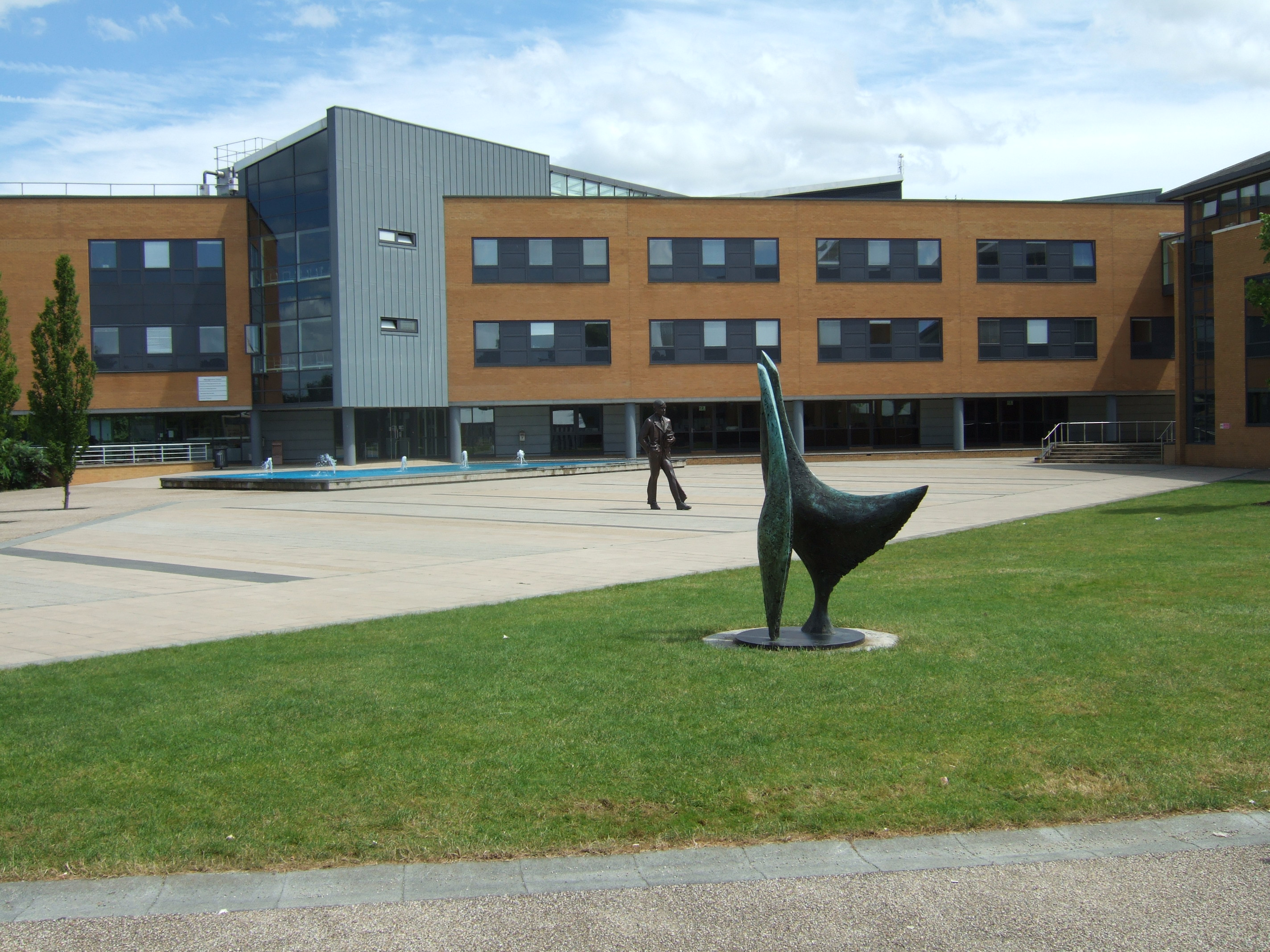
Budova fakulty managementu, se sochou Alana Turinga.

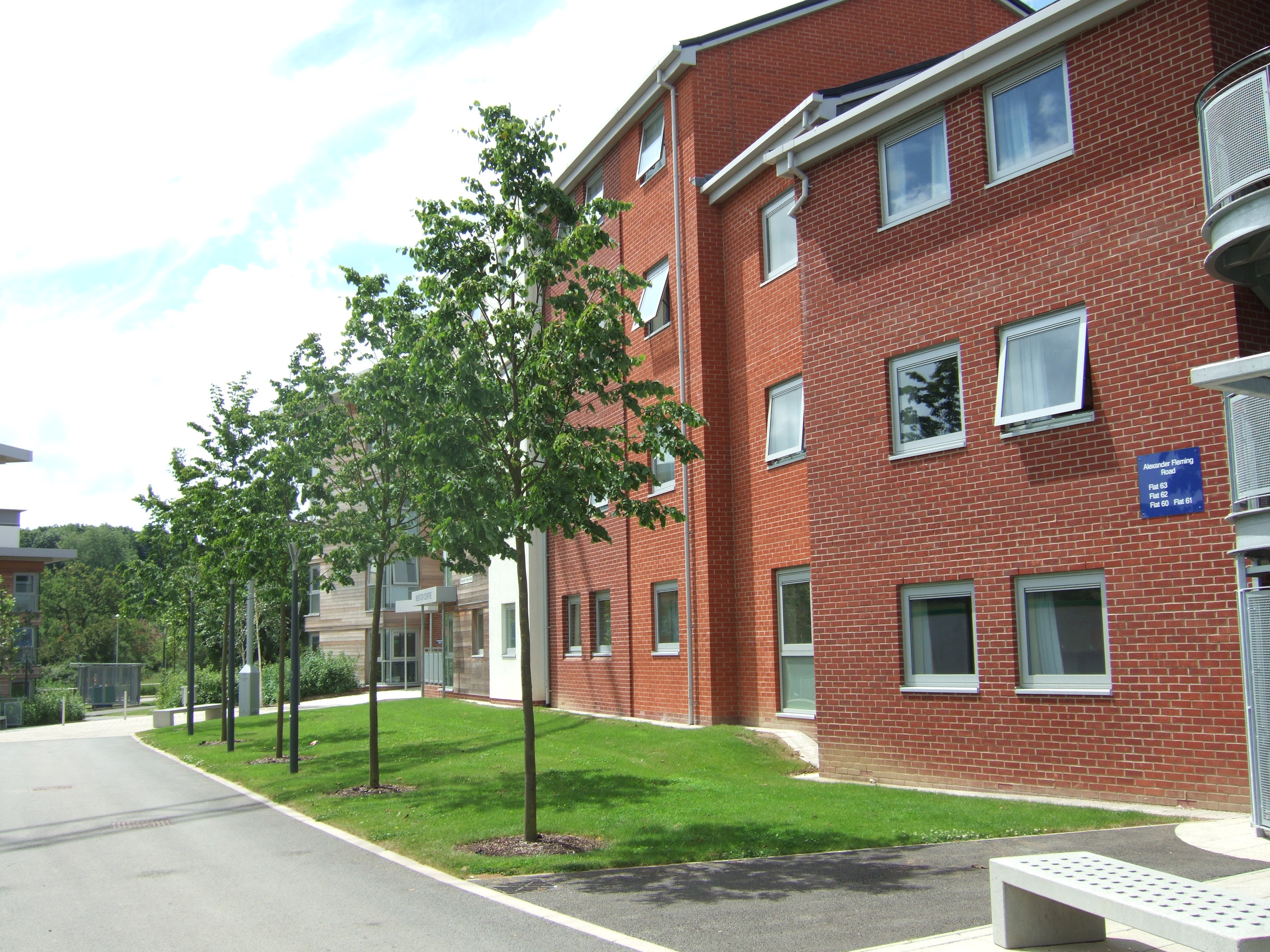
Část nového projektu studentského ubytování v Manor Park.

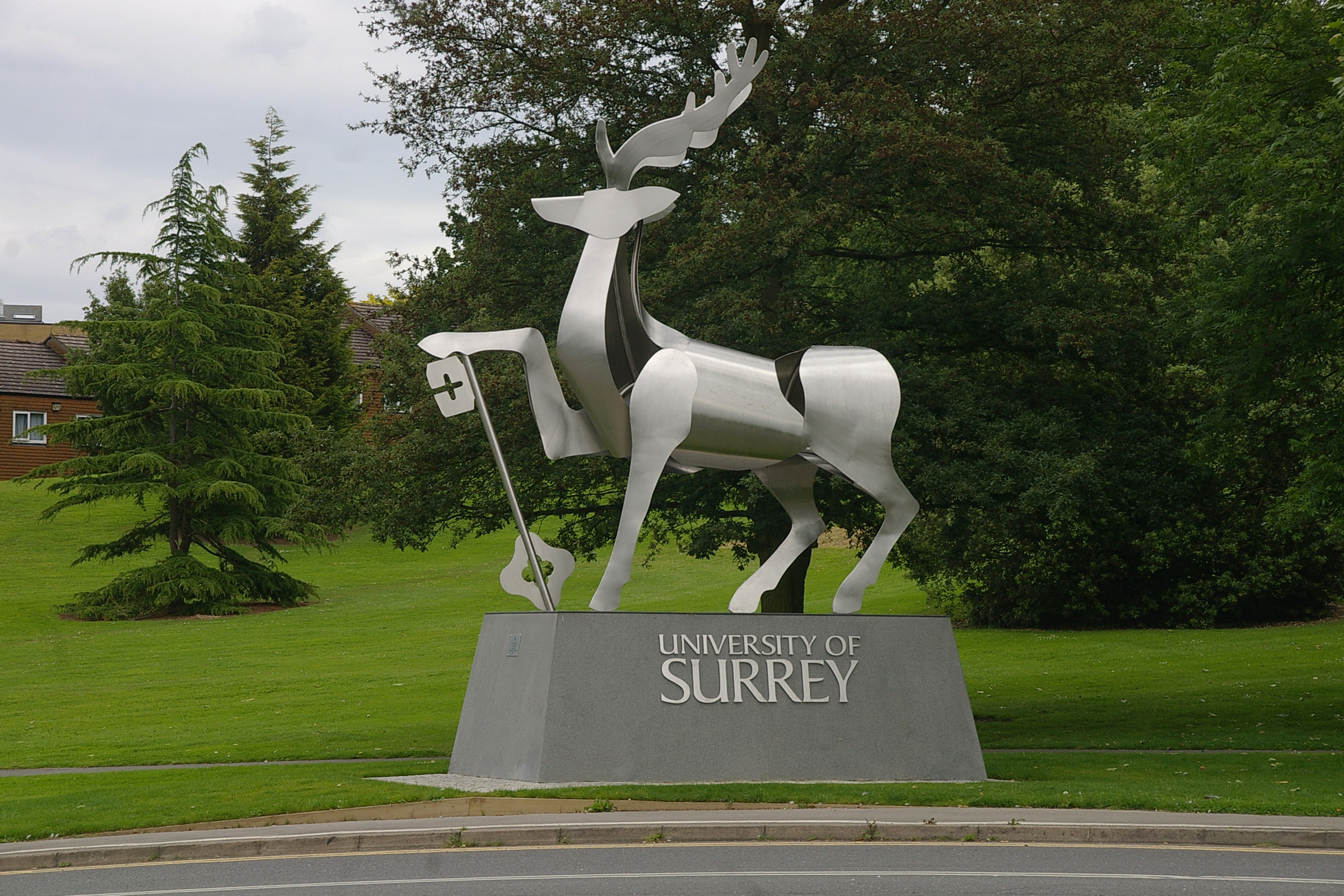
Symbol univerzity v Surrey - jelen s klíčem

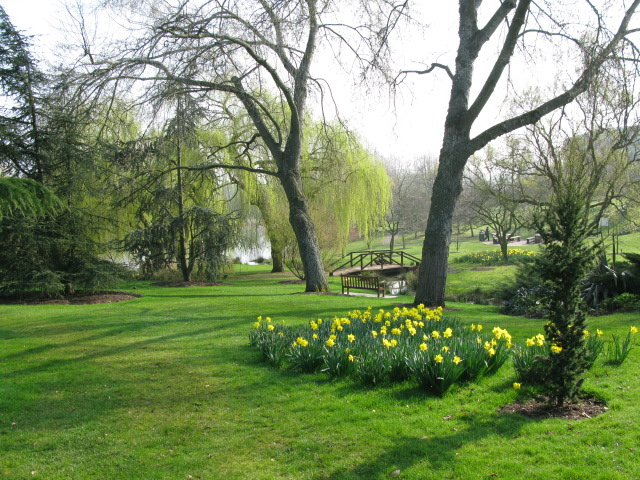
Hlavní kampus univerzity v Surrey

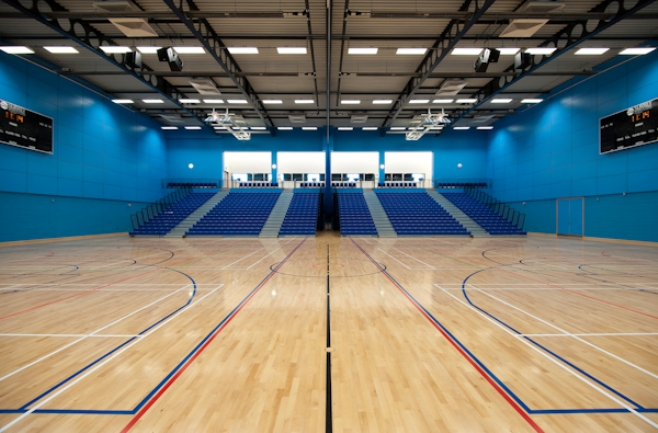
Hlavní basketbalová aréna v Surrey Sports Park

Univerzita byla založena v roce 1891 jako Battersea Polytechnic Institute, a první studenty přijala v roce 1894. Jejím cílem bylo přinést větší dostupnost vyššího vzdělání "chudším lidem" Londýna.
Institut se soustředil na vědecké a technologické předměty, a od roku 1920 učil některé hodiny pro University of London. Institut měl také právo udělit externí titul z University of London.
V roce 1956, Institut jako jeden z prvních obdržel titul "Škola pokročilých technologií" a změnil název na Battersea College of Technology. Počátkem šedesátých let byla škola již příliš velká pro svou budovu v Battersea a rozhodla se přestěhovat do Guildfordu. V roce 1963 bylo škole doporučeno aby se rozrostla a vytvořila plnohodnotnou univerzitu.
Roku 1965, škola získala zelenou plochu v Guildfordu od nedaleké katedrály, Guildford Borough Council a Onslow Village Trust. Následujícího roku, 9. září 1966 se škola přejmenovala na University of Surrey, dostala potvrzení královskou chartou a v roce 1970 byl přesun z Battersea do Guildfordu dokončen.
Mezi prvními návštěvníky nového kampusu byly například Led Zeppelin. Ti zde 15. října 1968 pořádali své vůbec první vystoupení a koncert.
V roce 1982 se univerzita stala poručníkem budovy Guildfordského Institutu a používá část této budovy pro svůj program vzdělání dospělých. Ten mimo jiné zaručuje přítomnost univerzity v srdci Guildfordu.
Univerzita oslavila své stříbrné výročí v roce 1991 publikováním knihy Roye Douglase: Surrey - vzestup moderní univerzity. Na službu díkůvzdání v Guildfordské katedrále přijela v březnu 1992 královna Alžběta II.
Své 35. výročí oslavila univerzita v květnu 2002 velkou slavností v Guildfordské katedrále. Dále byla dokončena socha Učenec ze Surrey (vytvořil Allan Sly), vytvořena při příležitosti oslav 50. výročí vlády královny Alžběty II., a jako dar lidu Guildfordu. Tato socha se nachází ve spodní části hlavní třídy v Guildfordu - Guildford High Street.
V roce 2007 se rapidně zvedl počet přihlášek na univerzitu - o 39% v porovnání s rokem 2006. V roce 2008 tento růst pokračoval o dalších 12%, zčásti způsoben růstem kvality vzdělání a tudíž růstem v tabulkových hodnoceních.
V roce 2013 postoupila univerzita v Surrey mezi deset elitních univerzit ve Spojeném království. Průvodce univerzitami od deníku Guardian ji umístil na celkové 8. místo. V některých konkrétních oborech je ale v naprosté špičce - 1. místo pro pohostinství a řízení cestovního ruchu (hospitality and tourism management) a 2. místo pro studium ekonomiky (economics). V současnosti (2014) postoupila v tomto žebříčku až na 6. místo s prvenstvím ve studiu elektrotechniky (Engineering: electronic & electrical).

## Surrey Sports Park
Surrey Sports Park je hlavní sportovní centrum univerzity v Surrey a jedná se o jedno z největších evropských center pro sport, zdraví a trávení volného času. Centrum bylo dokončeno po dvou letech v roce 2010 a stálo přes 35 milionů liber šterlinků. Sportovní centrum má kromě vyhřívaného 50m bazénu například i 8 tenisových kurtů, 3 sportovní arény, 10 travnatých hřišť, 3 hřiště s umělou trávou, centrum na squash, umělou zeď na šplh, basketbalovou arénu s 1000 volných míst k sezení, atd.
V roce 2012 zde trénovali sportovci z 16 zemí světa při přípravě na Olympijské hry 2012 v Londýně.

## Zobrazit také
- Surrey